# Mokhtar Megueni
Mokhtar Megueni (en arabe : مختار مغنى) est un footballeur algérien né le 24 juillet 1989 à Mascara. Il évolue au poste de défenseur central.

## Biographie

### En club
Mokhtar Megueni évolue en première division algérienne avec les clubs de l'ES Sétif, de la JSM Béjaïa, et enfin du MC Saïda. Il dispute un total de 47 matchs en première division, inscrivant un but.
Il participe avec l'équipe de Sétif à la Coupe de la confédération (trois matchs) et à la Ligue des champions d'Afrique (un match).

### En équipe nationale
En septembre 2007, Megueni est convoqué au sein de l'équipe nationale algérienne U20 pour la première édition du Trophée méditerranéen tenu en Sicile. En 2008, il est membre de l'équipe U20 qui fait match nul 0-0 avec la Mauritanie, lors du tour préliminaire du Championnat d'Afrique junior 2009.
En 2008, Megueni se voit appelé dans l'équipe nationale algérienne des moins de 23 ans pour un stage d'entraînement de cinq jours à Alger. Il devient ensuite un membre régulier de l'équipe des moins de 23 ans. Le 29 avril 2011, il marque son premier but pour l'équipe des moins de 23 ans, avec un but à la 20e minute dans une victoire 1-0 sur le Niger.

## Palmarès
ES Sétif
| - Championnat d'Algérie (2) : - Champion : 2008-09 et 2011-12. - Coupe d'Algérie (1) : - Vainqueur : 2011-12. |